# Асида
Asida (на арабски: عصيدة ‘aṣīdah) е арабско ястие от пшенично брашно, понякога с добавени масло и мед. Традиционно се сервира по седмият рожден ден на децата, като тогава го наричат ‘aqīqah.

## История
Асида е известно още от 13 век и е съществувало в испано-маврийската кухня. Преготвяно е също по Мароканските средиземноморски брегове през 13 век. Първа рецепта за Асида е записана от Лъв Африканец, като там той пише, че се добавяла и Аргания.